# Nothochelone
Nothochelone es un género de plantas de flores de la familia Scrophulariaceae. 

## Especie tipo
- Nothochelone nemorosa

- Datos: Q4246275
- Multimedia: Nothochelone nemorosa / Q4246275
- Especies: Nothochelone